# Bluffy (Haute-Savoie)
Bluffy település Franciaországban, Haute-Savoie megyében. Lakosainak száma 398 fő (2022. január 1.). Bluffy Alex, Menthon-Saint-Bernard és Talloires-Montmin községekkel határos.

## Népesség
A település népességének változása:
| Lakosok száma | 373  | 395  | 412  | 391  | 383  | 376  | 382  | 387  | 398  |
|               | 2013 | 2015 | 2016 | 2017 | 2018 | 2019 | 2020 | 2021 | 2022 |